# Pop expérimentale
Genres dérivés
Art pop, shoegazing, trip-hop
Genres associés
Avant-pop, électro-pop, rock expérimental, jazz expérimental, pop progressive
La pop expérimentale désigne de la musique pop qui ne peut être catégorisée dans les limites traditionnelles du genre, ou qui tente de repousser et limites vers de nouveaux horizons. Elle peut incorporer des techniques expérimentales telles que de la musique concrète, de la musique aléatorique, ou de l'éclectisme dans le contexte pop. Souvent, la production peut induire des effets électroniques pour manipuler les sons et arrangements.

## Artistes notables
Les artistes et groupes catégorisés de pop expérimentales incluent : A.R. Kane, Animal Collective,, Ariel Pink's Haunted Graffiti, Associates, Björk, Kate Bush, David Bowie, David Byrne, Charli XCX,, Cocteau Twins, Dirty Projectors, Brian Eno, Grimes,, Julia Holter, The Human League, Kwes, Jessy Lanza, John Maus,, Micachu and the Shapes, Róisín Murphy, The Olivia Tremor Control, Panda Bear, , Pink Floyd (sous le nom de Syd Barrett), Arthur Russell, Sagittarius, Sleigh Bells, Sophie, Stereolab, Talking Heads, J.G. Thirlwell, Scott Walker, et Frank Zappa.